# ハンガーフォード橋とゴールデン・ジュビリー橋
ハンガーフォード橋（ハンガーフォードばし、英: Hungerford Bridge）は、ロンドン・テムズ川に架かる橋で、ウェストミンスター橋・ウォータールー橋の間に存在する。鉄道用の鉄鋼製トラス橋はチャリング・クロス橋（英: Charing Cross Bridge）との別名を持つほか、現在は鉄道用橋と共通の橋脚を用いた2本の歩行者用吊り橋であるゴールデン・ジュビリー橋（英: Golden Jubilee Bridges）も併設されている。
橋の北端はチャリング・クロス駅で、また堤防埠頭やヴィクトリア堤防にも程近い。橋を南へ渡るとウォータールー駅やロンドン・カウンティ・ホール、ロイヤル・フェスティバル・ホール、ロンドン・アイなどが近くに存在する。歩道橋には階段とエレベーターが設置されている。

## 歴史
初代のハンガーフォード橋はイザムバード・キングダム・ブルネルによって設計され、1845年に吊り橋式歩道橋として完成した。橋の名前は、市場と川の南岸を繋ぐことから、テムズ川の北側にあったハンガーフォード・マーケットから取られた。
サウス・イースタン鉄道を新設されたチャリング・クロス駅まで延伸するため、初代の橋は1859年に買収された。鉄道会社は元の吊り橋を、ジョン・ホークショーが設計し、錬鉄の格子桁で出来た9スパンの橋へと架け替え、1864年に開設した。古い橋で使われていた鎖は、ブリストルのクリフトン吊り橋で再利用された。また煉瓦を積み上げて作られた古い橋のバットレスは、現在でもそのまま使用されている。ただしチャリング・クロス側の1基は、1870年のヴィクトリア堤防建設により、当初の立地からやや川に近い場所へ移っている。南岸のバットレスには入口、そしてブルネルが歩道橋に付けた蒸気船埠頭からの階段が現在も残っている。
鉄道橋の両側には後から歩道橋が付け加えられたが、上流側の1本は、後に線路の拡張に伴って取り外された。1951年のフェスティバル・オブ・ブリテン用に軍隊のベイリー橋（移動式・プレハブの仮設橋）が建てられた時には、別の歩道橋が橋に付け加えられた。1980年には、下流側の鉄道橋・歩道橋の更新工事に伴い、仮設歩道橋が上流側に架けられた。ハンガーフォード橋は、ロンドンに3本しかないで歩道橋と鉄道橋が一体となった橋である。残りの2本はフラム鉄道橋とバーンズ鉄道橋である。
歩道橋は次第に、細すぎ、荒れていて危険だと噂されるようになり、1999年には殺人事件まで起きた。1990年代半ばには、鉄道橋の両側に新しい構造の歩道橋を立てる決定がなされ、1996年には新デザインの公募が行われた。
ホークショーの設計した鉄道橋を支える錬鉄が脆く、川を走る船に当たりかねないという事実も、歩道橋の架け替えを後押しした。マーショネス号転覆沈没事故以来、水位部分はコンクリートで覆われるべきだとの共通認識も広がっていたが、橋の所有者であるレールトラックにはこの工事を行うだけの余裕が無かった。このためゴールデン・ジュビリー橋では、レールトラックに費用負担を強いることなくこの保護工事が行われた。
橋にまつわるメディア
- ソフィー・トンプソン（英語版）による橋の音声解説（英語）
- ブルネルによってデザインされた、ハンガーフォード吊り橋[注釈 1]
- 『チャリング・クロス橋』Charing Cross Bridge、クロード・モネ（1899年）[注釈 2]
- 水面近くから現在の橋を写した1枚

## 新しい歩道橋
新しい歩道橋の設計には、建築家事務所リフシャツ・デイヴィッドソン・サンディランズと建築会社WSPグループの案が採用された。2本の橋の詳細な設計は、コンサルタント建築会社のギフォード（現：ランボルUK）が担当した。
橋の建設は、鉄道運行を止める事無く行う必要があり、困難を極めた。ベーカールー線のトンネルは川底からわずか数フィートの場所を通っており、テムズ川に残る第二次世界大戦時の不発弾が爆発するリスクもあったのである。これに対し川底の大規模調査が行われたが、ロンドン地下鉄はこのリスクを受け入れようとせず、予備作業は2000年に中断した。また設計の見直しが行われ、北側で地下鉄線路の内側15mに入っていた支持構造は、川底からヴィクトリア堤防の上へと移されることになった。地下鉄付近の掘削は営業時間外に行われ、基礎工事は増担保として手掘りで行われた。
2本の新しい4m幅の歩道橋は2002年に完成した。橋は当初「ハンガーフォード歩道橋」（英: "Hungerford Footbridges"）と名付けられる予定だったが、エリザベス2世の即位50周年に因んで「ゴールデン・ジュビリー橋」（英: Golden Jubilee Bridges）と命名された。
300mの長いデッキは、「押出し架設工法」と呼ばれる当時としては革新的な方法で架けられ、300トンある250mの長いスチール製トラスを用い、50m1区画を川に向かって押し出す方法が取られた。この作業は各デッキが川に架かるまで5回繰り返され、スチール・コンクリート製の仮設橋脚6本がこれを支えた。また次の2週間には、25トンのパイロン7基が据え付けられた。この導入後、デッキはパイロンから吊されるケーブルに繋げるためにジャッキアップされた。コンクリート製のデッキは、作業後に最終位置まで高さを下げて調整され、仮設の橋脚・支えは全て外された。

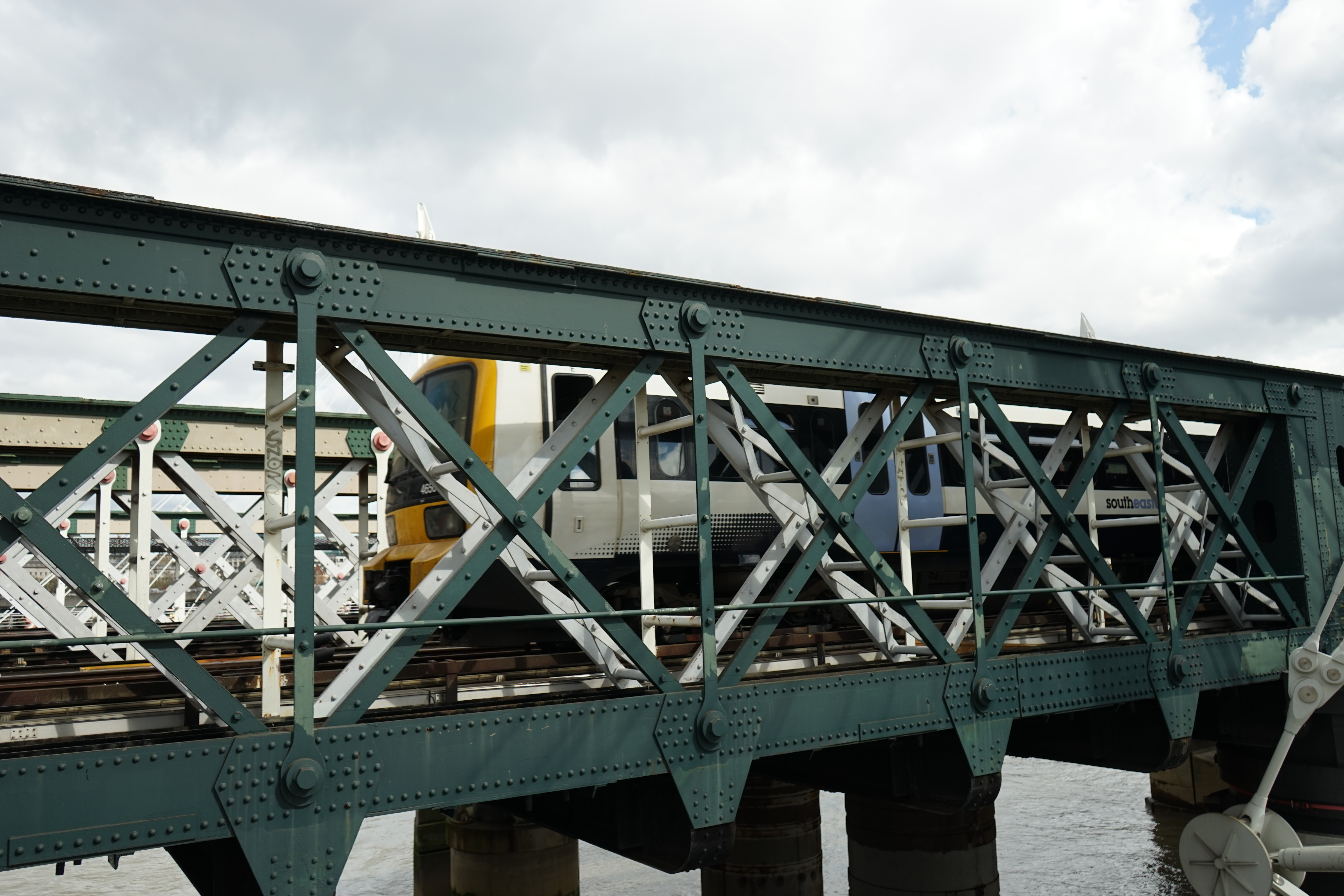
ハンガーフォード橋を渡る列車

橋は複雑な構造をしている。デッキは外側に傾いたパイロンによって2本ごと支えられている。デッキは「デッキ・ステイズ」（英: deck stays）と呼ばれる細いスチール軸のファンから吊され、「バック・ステイズ」（英: back stays）と呼ばれる別の軸で固定されている。デッキ・ステイズはデッキ毎に180あり、4km以上のケーブルが用いられている。パイロンの傾きがバック・ステイズを張力から守っている。デッキは鉄道橋の支柱を巻くように取り付けられたスチール製の当て板で守られている。当て板自体は鉄道橋の支柱で支えられているのではなく、橋の基礎にロープで固定された軸に固定されている。このため全体の構造としては、パイロンと多数の軸・支柱にかかる張力を用いて現在の位置に建っていることになる。
新しい橋は、ロイヤル・ファイン・アート・コミッション (en) が主催するビルディング・オブ・ザ・イヤーで、2003年の専門家部門（英: the Specialist category）に輝いた。。2004年にはインスティテューション・オブ・ストラクチュアル・エンジニアズ賞の "Structural Achievement Award" にノミネートされ、ライティング・デザインにはシヴィック・トラスト賞が与えられた。
2014年には、ガーデン橋の建設計画が明らかにされた。この橋はウォータールー橋・ブラックフライアーズ橋間に架けられ、年間850万人が利用すると予測されており、ロンドンで最も通行量が多い歩道橋になる予定である。